# Johnpaul Castrianni
Johnpaul Castrianni, (nacido en fecha desconocida) es un actor de cine y televisión, de origen británico. Castrianni interpreta al mortífago Yaxley en Harry Potter y el misterio del príncipe. También ha trabajado en Coronation Street. Se anunció que reaparecerá en Harry Potter y las Reliquias de la Muerte, pero esta vez no con el papel de Yaxley, ya que el papel fue otorgado al actor Peter Mullan. En esta película será acreditado solo como Mortífago. 

## Filmografía
| Año         | Película                                           | Papel     | Notas                                                        |
| ----------- | -------------------------------------------------- | --------- | ------------------------------------------------------------ |
| 2005 - 2006 | Coronation Street                                  | ¿?        |                                                              |
| 2009        | Harry Potter y el misterio del príncipe            | Yaxley    | Sus escenas fueron eliminadas de la versión final.           |
| 2010        | Harry Potter y las Reliquias de la Muerte: parte 1 | Mortífago | Mortífago (en la película anterior ocupó el papel de Yaxley) |